# 永安戰役 (1951年)
永安戰役（法語：Bataille de Vĩnh Yên）是第一次印度支那戰爭期間的一場關鍵戰役，戰鬥發生於1951年1月13日至17日永安的郊外。此役由讓·德·拉特爾·德·塔西尼指揮的法蘭西聯盟軍隊與武元甲指揮的越南軍隊交鋒。自1946年開戰以來，法蘭西聯盟與越南獨立同盟會（簡稱越盟）之間的戰鬥主要以低烈度的游擊戰為主，但越盟於1950年轉變為大兵團現代化作戰，並在越南北部取得不小的戰果。法國軍方審視局勢後將法屬印度支那總司令替換為法軍二戰名將塔西尼，開始在红河三角洲建築要塞群「德拉特尔防線」。
越南共產黨黨中央於1950年12月同意武元甲對紅河三角洲發動一系列襲擊的計劃，該計劃的主要目標為支援东京地區的反法起義，以及奪取红河三角洲的政治經濟中心河內。武元甲麾下的兩個師於1951年1月13日對駐紮在永安的法軍第三機動群發動進攻，奪下數個據點與北部的山丘，切斷法軍第三與第一機動群的聯繫。1月14日，塔西尼接管指揮並從河內調派第二機動群，法軍反擊奪回附近的山地。16日下午，越軍將一萬名士兵投入人海攻勢擊退法軍中軍，但被兩翼的法軍砲火與炸彈擊潰。17日上午，塔西尼投入預備隊奪回所有陣地，武元甲下令撤軍。
越盟高層對這次慘敗感到震驚，塔西尼的聲望在戰鬥後達到頂點，一些記者將此戰比做1914年的「馬恩河奇蹟」。然而法軍在勝利因人力匱乏而未對越盟發動大規模反攻，而是繼續停留在其控制的紅河三角洲地區。越盟在接下來的數月又陸續發動兩次進攻但都被法軍擊潰，包含此戰總計有多達2萬名越盟士兵陣亡。輝煌的戰果使法軍將1951年稱為「拉特爾之年」（année de Lattre）。

## 背景
1946年12月19日法越戰爭爆發後，法蘭西聯盟部隊迅速進攻越南獨立同盟會據點，勢如破竹地攻佔越南北部的大部分地區，幾乎包圍位於東京地區的剩餘越盟部隊，胡志明撤至太原。越盟陣亡和被俘人數僅計算1947年秋季就達到8,200人；同期法軍為285人。但由於越盟轉入游擊戰與非常規戰鬥，法軍始終無法徹底殲滅越盟部隊，雙方陷入僵持。隨著1950年中华人民共和国在国共内战的勝利，越盟獲得大量的武器與後勤支持，並開始組建總參謀部與常規部隊，大幅增加越盟部隊的人數。雖說法軍在全半島範圍而言佔有極大優勢，但越盟在西北地區有時能倚靠著人數優勢取勝。
越軍司令武元甲在1950年10月1日部署14個常規步兵營與3個火砲營，開始對各個位於中越邊境的法軍要塞發動打擊。同時，位於河內的法軍司令部下令駐紮在高平的駐軍撤退至諒山。10月3日，皮埃爾·夏彤中校率領2,600人撤出高平，但在撤退途中受到越盟襲擊。法軍高層隨後派出共3,500人的「貝亞德特遣隊」，試圖掩護夏彤部隊的撤退，但這支部隊在途中受阻於越盟的火力，被迫放棄大量重裝備。兩支部隊於10月7日會合，在彈盡糧絕與越盟的伏擊下崩潰。此戰法軍部隊有約4,800人戰死或失蹤，並有大量物資被越盟繳獲。越盟9,000人戰死的損失雖遠高於法軍，但其擁有法軍無法比擬的人數優勢，最終迫使法軍於10月17日撤出另一北部重鎮谅山。這場「自蒙卡爾姆死於魁北克後，法國最大的殖民戰事失利」，讓卡爾龐捷司令與佩尼翁專員都丟了官。巴黎當局決定派遣前西歐陸軍司令，法國二戰最富盛名的將軍讓·德·拉特爾·德·塔西尼前去接管越南局勢。

## 前奏

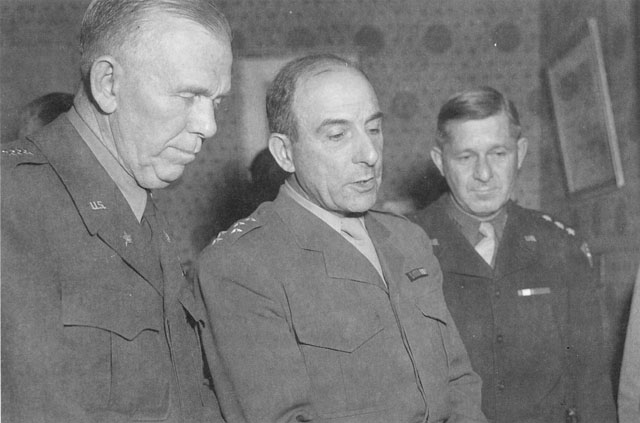
二戰期間擔任法國第一軍團司令的塔西尼，其身旁為馬歇爾（左）與德弗斯（右）

塔西尼被任命為印度支那總督後，於1950年12月7日抵達西貢。他的到來大幅地增加了法軍的士氣，「我們能扭轉一切」的想法在駐印度支那法軍中傳遞。他隨即向記者宣布：「他很自豪地再次指揮法國軍隊」，並取消從河內撤離法國僑民的計劃。以其為名的「德拉特爾防線」開始動工，該防線由1,200個防禦點組成，意圖保衛紅河三角洲，使法軍主力不需著重防守，得以主動出擊，最終掌握戰場主動權。法軍內部迅速收攏部隊與物資，編列為高機動性的戰鬥群。
同時，倚靠著邊界戰役的勝利，越盟獲得大量來自蘇聯與中华人民共和国的物資與顧問支持，共組成六個兵力達萬人的師，其中包括五個常規步兵師與一個由蘇聯火砲組成的重裝師。武元甲確信越軍能展開對法的總攻勢，提出代號「陳興道行動」的作戰計劃。該計劃的主要目標為支援東京地區的反法起義，以及奪取红河三角洲的政治經濟中心河內。1951年1月，武元甲將五個常規步兵師部署於三角洲的法軍防線周圍，其中第308师與第312师部署於永安附近、第316師部署於海防以北的海岸線、第320師部署於紅河三角洲以南、第304師部署於越北聯區作為預備隊。

## 戰鬥序列
| 法軍 - 總司令：讓·德·拉特爾·德·塔西尼大將 - 副司令：拉烏爾·薩朗上將 - 第三機動群：瓦尼克桑上校 - 第一機動群：厄東上校 - 第二機動群：卡斯特里上校（預備隊） |

| 越軍 - 總司令：武元甲大將 - 參謀長：黃文太少將 - 312師：黎仲迅上校 - 308師：王承武上校 |

## 戰事歷程

### 越軍突襲

永安戰役的事態圖

1951年1月10日，武元甲包含12個砲兵營與8個工兵營，共85個營的部隊已然準備完畢，選定河內西北處的永安作為進入紅河三角洲的突破口，該處由兩個法軍機動群，共6,000人駐守。越盟宣傳部門喊出「胡志明在農曆新年前到河內的口號」，法國情報部門也得知越軍的進攻地點與可能時間。武元甲試圖誘使永安的法軍出擊，然後在開放地帶將其圍殲。其派遣黎仲迅的312師在永安以北埋伏，王承武的308師則在永安東北方向集結。
1月13日晚間，兩個來自越南第308師的兵團襲擊了永安西北11公里處的一個哨所保竹，該哨所共由50名法國殖民士兵駐守，在激烈的戰鬥後不敵。法國第三機動群前往救援，但被已控制該區域的越軍包圍，最終在法軍砲兵與航空兵的掩護下撤退。同時，越南第312師的大部成功渡過紅河抵達西岸。該天結束時，法軍受困於地形，在永安以東留下一個將近五公里的缺口。勝利的天平似乎已向越軍傾斜。

### 塔西尼抵達
1月14日下午4點30分，塔西尼的座機飛抵永安地區。他下令印度支那地區的法國空軍集合作戰，並將部署於交趾支那的部隊空運到紅河三角洲地區。接着他下令第一機動群立即突破越軍的封鎖，沿著「二號公路」進入永安給予第三機動群其所需的彈藥補充。15日清晨，越軍第312師第209團向永安以北七公里的210高地進軍。同時，從河內趕來的法軍第二機動群抵達永安戰區，法軍總兵力達到9,000人。雙方部隊幾乎同時向210高地進攻，越軍成功趕在法軍登頂前奪下高地。但越軍攻勢隨之停止，讓法軍第一機動群攻佔了永安周邊的重要陣地157高地，完成塔西尼作戰計劃的第一階段。之後，第一機動群與第三機動群奉命於16日出擊，奪回永安以北約8公里的高地群。

### 越軍攻勢與撤退

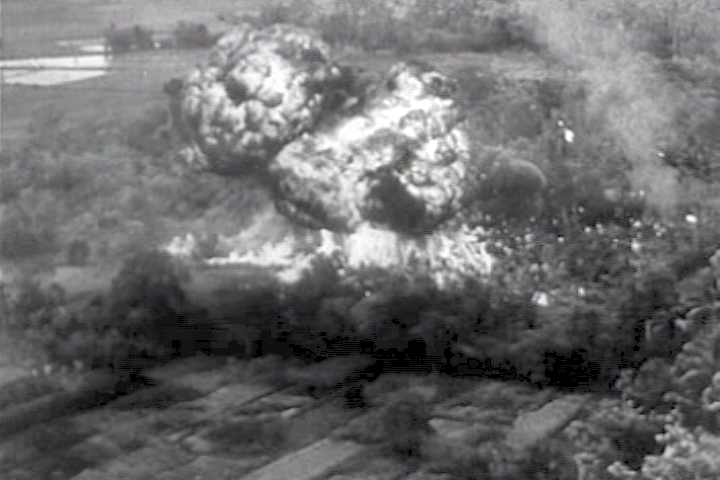
法軍航空兵在第一次印度支那戰爭期間投放的凝固汽油彈

16日下午3點，法军發動的反攻結束，其成功從越軍手中奪回101高地、210高地與東側的47高地，並立即鞏固剛收復的陣地。下午5點，武元甲突然發動總攻勢，第308師投入所有部隊向法軍陣地衝鋒，其中包括大量重機槍與火砲。越軍先後進攻47高地與101高地，但被法軍擊退。沒隔多久，越軍再次進攻47與210高地，法軍臨時修建的防禦工事不斷地遭到越軍的衝擊。塔西尼第二次親臨前線，調派所有可用的轟炸機與運輸機，發動第一次印度支那戰爭中規模最大的轟炸行動。
從天上掉下來的火……火焰到處飛舞，跳躍。法軍的機槍、迫擊砲與大砲也開火了，十分鐘以前的一處小叢林，就這樣化為一座燃燒著的墳墓。
——無名越南人民軍士兵回憶
但即使如此，數量龐大的越南軍隊仍在進攻，駐守在101高地的法軍耗盡所有彈藥，在101高地失守後，被壓制的47高地也被法軍放棄，越軍奪下戰場中央的兩座高地。法軍則在側翼穩住陣腳，繼續控制著兩側的山地，三面包圍越軍的突出部。17日清晨，塔西尼投入此前並未參戰的法軍第二機動群，該部隊隨後突入永安西南方向。同時，瓦尼克桑上校指揮的第三機動群發動進攻，試圖與已被包圍的210高地重新建立聯繫。越軍第308師再次發動攻勢，但因部隊傷亡過於慘重，師長王承武不得不命令退出战斗。但此時越軍第312師卻開始進攻，損失慘重並有數百名士兵被俘。17日中午時分，越軍開始向三島縣的森林撤離，

### 傷亡數據
一般史家估計越軍參戰的兩個師約有6,000至9,000人陣亡、8,000人受傷與600人被俘，部分越南軍人也提出相同的看法。中華人民共和國援越軍事顧問團檔案雖未給出傷亡人數，但報告越軍「308師伤亡太大，王承武不得不命令退出戰鬥……312師蒙受了相当大的損失，数百名越军战士被俘。」加拿大皇家軍事學院的軍事史中提到「武元甲損失了他進攻部隊中四分之三的士兵（1.5萬人），但仍未能驅逐法軍。」而越南人民軍官方未對此戰進行確切的傷亡統計。
法軍的傷亡數據為43人死亡、160人受傷、545人失蹤，共計748人，其高昂的失蹤率主要源於戰鬥前期的越軍伏擊。越南人民軍官方則宣稱在整個「陳興道行動」中（越軍官方未估計永安戰役5日中的法軍損失），法軍有超過5,000人戰死、3,000人被俘。

## 後續
永安戰役被視為是武元甲的慘痛失敗，越盟最精銳的兩個師皆遭受毀滅性打擊，越盟「春節前攻下河內」的宣傳語破滅。此戰越軍高昂的陣亡率，使武元甲有了不顧士兵性命的惡名。大部分史家將勝利的功勞歸功於法軍航空兵的燃燒彈與塔西尼熟練的指揮，但也有人認為是武元甲的過錯。這場漂亮的勝利，重振了法軍與反共勢力的信心，一些人更將此戰比做1914年的「馬恩河奇蹟」。法軍本可以繼續擴大戰果，但其短缺的人力與低效的機械化，讓他們只能繼續龜縮於紅河三角洲。美國歷史學家安東尼·J·喬斯認為：「如果法軍有足夠人力，本可對武元甲發動一次決定性的反擊攻勢」。
武元甲在雨季前又對「德拉特爾防線」發動兩次攻勢，分別為：3月下旬透過從帽溪突破，向海防進攻的黄花探戰役，以及5月下旬從三角洲東南方的底江，向天主教氛圍濃厚的寧平省與南定省進攻的底江戰役。但兩場攻勢都以慘敗告終，其中越軍在帽溪中約有2,000人陣亡或被俘、在底江有10,000人陣亡或被俘。與塔西尼的三次對決中，武元甲證實了他是一位才華有限的將軍，他違反了數項基本的戰爭守則，並在戰鬥中暴露其的指揮弱點。僅在1951年上半年的永安、帽溪與底江三戰，越盟就有高達2萬人戰死。
武元甲未因上半年慘澹的局勢被撤職十分違反常理，但英國歷史學家馬克斯·黑斯廷斯指出：「任何一名西方國家將領，若是像武元甲一九五一年春天一樣折損這麼多兵力、遭到那麼慘重的敗績，勢必面對一場政治與媒體風暴。幾乎必然遭到免職厄運。但越南政治局無須面對民眾檢驗，唯一操控生殺大權的胡志民對武元甲有信心。」

## 註腳
1. 1 2 3 4  Stone 2018，第8頁.
2. 1 2 3 4  Warren 2013，第79頁.
3. 1 2 3  Tucker 1999，第62頁.
4. 1 2 3  Morgan 2010，第138頁.
5. ↑  Stone 2018，第8頁; Rutherford 2002，第167頁; Warren 2013，第79頁; Luguern 1997，第168頁.
6. ↑  Stone 2018，第8頁; Davidson 1991，第112頁; Van Nguyen Duong 2014，第26頁; Keegan 1983，第652頁.
7. ↑  Stone 2018，第8頁; Rutherford 2002，第167頁; Warren 2013，第79頁; 黑斯廷斯 2022，第52頁.
8. 1 2 3  Davidson 1991，第112頁.
9. ↑  陳鴻瑜 2019，第428頁.
10. ↑  Shrader 2015，第202頁.
11. ↑  陈加昌 2011，第9頁.
12. ↑  Shrader 2015，第39頁.
13. ↑  弗里德曼 2019，第228頁.
14. ↑  陳鴻瑜 2019，第447頁.
15. 1 2  黑斯廷斯 2022，第50頁.
16. ↑  Fall 2018，第32頁.
17. ↑  Joes 2001，第27頁.
18. ↑  Logevall 2012，第249頁.
19. ↑  黑斯廷斯 2022，第51頁.
20. ↑  Logevall 2012，第250-251頁.
21. ↑  丁匡華 2013，第31頁.
22. 1 2 3  Joes 2001，第28頁.
23. ↑  Windrow 2011，第78頁.
24. 1 2  黑斯廷斯 2022，第49頁.
25. ↑  Fall 2018，第36頁.
26. ↑  Logevall 2012，第261頁.
27. 1 2  Warren 2013，第76頁.
28. ↑  錢江 1999，第225頁.
29. 1 2 3 4  Windrow 2011，第79頁.
30. ↑  Fall 2018，第34頁.
31. ↑  Warren 2013，第77頁.
32. 1 2  Shrader 2015，第218頁.
33. 1 2  Văn Dương Lê 1983，第126頁.
34. 1 2  錢江 1999，第215頁.
35. ↑  Fall 2018，第35頁.
36. ↑  Logevall 2012，第269頁.
37. 1 2  Logevall 2012，第270頁.
38. ↑  Cartier 1972，第488頁.
39. 1 2 3 4  Fall 2018，第37頁.
40. 1 2  錢江 1999，第216頁.
41. ↑  Li 2019，第97頁.
42. 1 2 3  錢江 1999，第217頁.
43. ↑  Warren 2013，第78頁.
44. ↑  高夏 2018，第328-329頁.
45. 1 2 3  Fall 2018，第38頁.
46. 1 2  黑斯廷斯 2022，第52頁.
47. ↑  Van Nguyen Duong 2014，第26頁.
48. ↑  Royal Military College of Canada 1998，第128頁.
49. ↑  Nguyễn Ngọc Lan 2006.
50. ↑  Fall 2018，第40頁.
51. 1 2 3  Windrow 2011，第80頁.
52. ↑  Logevall 2012，第273頁.
53. ↑  Trọng Trung Trần 2004，第309頁.
54. ↑  Warren 2013，第79-80頁.
55. ↑  Shrader 2015，第220頁.
56. ↑  Nash 2022，第60頁.